# Elecciones federales de 1958 en Chihuahua
Las elecciones federales en Chihuahua de 1958 se llevaron a cabo el domingo 6 de julio de 1958, y en ellas se renovaron los siguientes cargos de elección popular:
- Presidente de la República. Jefe de Estado y de Gobierno de México, electo para un periodo de seis años sin posibilidad de reelección. El candidato ganador en el estado y elegido a nivel nacional fue Adolfo López Mateos.
- 2 senadores. Miembros de la cámara alta del Congreso de la Unión elegidos por mayoría relativa para un periodo de seis años.
- 5 diputados federales. Miembros de la cámara baja del Congreso de la Unión elegidos por mayoría simple para un periodo de tres años a partir del 1 de septiembre de 1958 sin posibilidad de reelección para el periodo inmediato.

## Resultados electorales

### Presidente de México
|  | 35.39 % |

|  | 64.61 % |

|  | 0.00 % |

|  | 100.00 % |

|  | 0.00 % |

### Senadores por Chihuahua

#### Senadores electos
| Candidato                 | Partido | Tipo de elección |
| ------------------------- | ------- | ---------------- |
| Rodrigo M. Quevedo Moreno |         | Primera fórmula  |
| Tomás Valles Vivar        |         | Segunda fórmula  |

#### Resultados
|  | 34.70 % |

|  | 65.23 % |

|  | 0.00 % |

|  | 0.04 % |

|  | 0.02 % |

|  | 0.00 % |

|  | 100.00 % |

|  | 0.00 % |

### Diputados federales por Chihuahua

#### Diputados electos
| Candidato                   | Partido | Distrito   | Tipo de elección |
| --------------------------- | ------- | ---------- | ---------------- |
| Miguel Olea Enríquez        |         | Distrito 1 | Mayoría relativa |
| José R. Muñoz Espinosa      |         | Distrito 2 | Mayoría relativa |
| Marcos Flores Monsiváis     |         | Distrito 3 | Mayoría relativa |
| Arnaldo Gutiérrez Hernández |         | Distrito 4 | Mayoría relativa |
| Alfredo Chávez Vázquez      |         | Distrito 5 | Mayoría relativa |

#### Resultados
|  | 33.44 % |

|  | 66.43 % |

|  | 0.00 % |

|  | 0.07 % |

|  | 0.06 % |

|  | 0.00 % |

|  | 100.00 % |

- Nota: No se incluyen los resultados del Distrito 1.

##### Distrito 2: Hidalgo del Parral
|  | 17.77 % |

|  | 80.23 % |

|  | 0.00 % |

|  | 0.00 % |

|  | 0.00 % |

|  | 0.00 % |

|  | 100.00 % |

|  | 0.00 % |

##### Distrito 3: Ciudad Juárez
|  | 48.26 % |

|  | 51.37 % |

|  | 0.00 % |

|  | 0.20 % |

|  | 0.17 % |

|  | 0.00 % |

|  | 100.00 % |

|  | 0.00 % |

##### Distrito 4: Guerrero
|  | 26.90 % |

|  | 73.10 % |

|  | 0.00 % |

|  | 0.00 % |

|  | 0.00 % |

|  | 0.00 % |

|  | 100.00 % |

|  | 0.00 % |

##### Distrito 5: Camargo
|  | 32.87 % |

|  | 67.13 % |

|  | 0.00 % |

|  | 0.00 % |

|  | 0.00 % |

|  | 0.00 % |

|  | 100.00 % |

|  | 0.00 % |